# Wildflower (альбом The Avalanches)
| Совокупная оценка | Совокупная оценка |
| Источник          | Оценка            |
| ----------------- | ----------------- |
| AnyDecentMusic?   | 7.9/10            |
| Metacritic        | 83/100            |
| Оценки критиков   |                   |
| Источник          | Оценка            |
| AllMusic          | [ 7 ]             |
| The A.V. Club     | B+                |
| The Guardian      | [ 9 ]             |
| The Independent   | [ 10 ]            |
| Mojo              | [ 11 ]            |
| NME               | 2/5               |
| Pitchfork         | 8.5/10            |
| Q                 | [ 14 ]            |
| Rolling Stone     | [ 15 ]            |
| Spin              | 8/10              |

Wildflower — второй студийный альбом австралийской электронной группы The Avalanches, выпущенный 1 июля 2016 года на лейблах Modular Recordings в Австралии, XL Recordings в Великобритании и Astralwerks в США. Это первый альбом, выпущенный группой за 16 лет, после дебютного альбома 2000 года Since I Left You. В двадцати одном треке альбома приняли участие многочисленные приглашенные вокалисты и музыканты, в том числе Дэнни Браун, MF DOOM, Дэвид Берман, Toro y Moi, Уоррен Эллис, Джонатан Донахью, Кевин Паркер, Биз Марки, Father John Misty и другие. Как и его предшественник, альбом содержит большое количество сэмплов, особенно из психоделической музыки 1960-х годов, и связан с эпохой через темы контркультуры и борьбы с истеблишментом. Участник группы Робби Чатер описал структуру альбома как дорожное путешествие из гиперреалистичной городской среды в далекое и далекое место под действием ЛСД.
Wildflower на долгие годы застрял в аду разработки. После выхода Since I Left You Avalanches гастролировали и продолжали выпускать музыку, и работали над самыми разными проектами более десяти лет, выпуская новые треки и сотрудничая со многими артистами. В 2005 году альбом был описан как «эмбиентная мировая музыка», а к началу 2007 года группа рассматривала более сорока треков для альбома, который в основном был ориентирован на хип-хоп. Производство было возобновлено в 2011 году под руководством Робби Чатера и при содействии Тони Ди Блази, но вскоре застопорилось из-за болезни первого в течение трех лет. Кроме того, участники группы стали больше заниматься отдельными проектами, что отвлекло их от работы над альбомом. Среди наиболее трудоемких работ — партитура к фильму «Кинг-Конг» и анимационный музыкальный фильм, описанный как «хип-хоп версия Yellow Submarine», который потерял финансирование и так и не был завершен. Wildflower включает в себя несколько остатков этих проектов и был скомпилирован в манере, похожей на выпуск микстейпа.
Анонс альбома начался в апреле 2016 года, а официальный анонс состоялся в июне, вместе с выпуском первого сингла, расширенного микса «Frankie Sinatra» (2016). После выхода Wildflower получил широкое признание критиков, которые высоко оценили его производство, хотя большинство из них сравнили его с Since I Left You. Альбом имел коммерческий успех, достигнув первого места в родной Австралии и первой десятки в Великобритании.

## История
После выпуска своего дебютного альбома, Since I Left You, Avalanches продолжили заниматься музыкой и гастролировали до 2003 года. По крайней мере, один трек из окончательной версии альбома начал формироваться в 2000 году.

## Отзывы критиков
Альбом получил положительные отзывы музыкальной критики и интернет-изданий. Он получил 83 из 100 баллов на интернет-агрегаторе Metacritic. Среди отзывов: The Independent, Slant Magazine, Spin, Pitchfork, The Guardian, Rolling Stone, Exclaim!, AllMusic, NME.
Альбом был номинированна премию J Awards of 2016 в категории Australian Album of the Year.

## Итоговые списки
Альбом вошёл в несколько итоговых списков лучших альбомов
| Публикация             | Список                                | Год  | Ранг | Ссылка |
| ---------------------- | ------------------------------------- | ---- | ---- | ------ |
| Paste                  | The 50 Best Albums of 2016            | 2016 | 25   | [ 23 ] |
| Pitchfork              | The 20 Best Electronic Albums of 2016 | 2016 | N/A  | [ 24 ] |
| Rough Trade            | Albums of the Year                    | 2016 | 77   | [ 25 ] |
| Popmatters             | The 70 Best Albums of 2016            | 2016 | 15   | [ 26 ] |
| The New Zealand Herald | 20 Best Albums of 2016                | 2016 | 11   | [ 27 ] |
| Q                      | 50 Best Albums of the Year            | 2016 | 18   | [ 28 ] |
| Spin                   | The 50 Best Albums of 2016            | 2016 | 36   | [ 29 ] |
| Mixmag                 | The 50 Best Albums of 2016            | 2016 | 4    | [ 30 ] |
| The Guardian           | The Best Albums of 2016               | 2016 | 15   | [ 31 ] |
| Loud and Quiet         | Top 40 Albums of 2016                 | 2016 | 6    | [ 32 ] |
| FasterLouder           | The 50 Best Albums of 2016            | 2016 | 21   | [ 33 ] |

## Список композиций
| №                   | Название                                | Автор(ы) | Семплы | Длительность |
| ------------------- | --------------------------------------- | --- | --- | ------------ |
| 1.                  | «The Leaves Were Falling»               | Robbie Chater Tony Di Blasi                                                                                           | "The Dream World of Dion McGregor (He Talks in His Sleep)" от Dion McGregor (не указан) | 0:15         |
| 2.                  | «Because I'm Me»                        | Chater Di Blasi Salahadeen Wilds Saladine Wallace Gregory Perry General Norman Johnson Barney Perkins                 | " Want Ads ", авторы General Johnson , Barney Perkins и Gregory Perry, исполнял Honey Cone "Why Can't I Get It Too" by Six Boys In Trouble [ 36 ] (не указан) | 4:12         |
| 3.                  | «Frankie Sinatra»                       | Chater Di Blasi Danny Brown Daniel Dumile Wilmoth Houdini Richard Rodgers Oscar Hammerstein II                        | "Bobby Sox Idol", автор и исполнитель Wilmoth Houdini " My Favorite Things " авторы Richard Rodgers и Oscar Hammerstein II , исполнитель Percy Faith & His Orchestra | 3:44         |
| 4.                  | «Subways»                               | Chater Di Blasi Chandra Oppenheim Steven Alexander Eugenie Diserio Barry Gibb Maurice Gibb Robin Gibb Patrick Simmons | "Subways", авторы Chandra Oppenheim, Steven Alexander и Eugene Diserio, исполнитель Chandra "Warm Ride", авторы Barry Gibb , Maurice Gibb и Robin Gibb , исполнитель Graham Bonnet "Black Water", автор и исполнитель Patrick Simmons | 3:10         |
| 5.                  | «Going Home»                            | Chater Di Blasi B. Gibb M. Gibb R. Gibb Kathy Kosins David McMurray Gene Dunlap Simmons                               | "Subways", авторы Chandra Oppenheim, Steven Alexander and Eugene Diserio, and performed by Chandra "Warm Ride", авторы Barry Gibb, Maurice Gibb and Robin Gibb, исполнитель Graham Bonnet "Black Water", автор и исполнитель Patrick Simmons "Party in Me", автор Kathy Kosins , David McMurray и Gene Dunlap , исполнитель Gene Dunlap The documentary film Jean-Michel Basquiat: The Radiant Child The documentary film Streetwise [ 37 ] (uncredited) | 2:06         |
| 6.                  | «If I Was a Folkstar»                   | Chater Di Blasi Chaz Bundick                                                                                          | "You Think I Ain't Worth a Dollar, But I Feel Like a Millionaire" от Queens of the Stone Age (uncredited) | 4:33         |
| 7.                  | «Colours»                               | Chater Di Blasi Jonathan Donahue                                                                                      | | 3:32         |
| 8.                  | «Zap!»                                  | Chater Di Blasi | | 1:58         |
| 9.                  | «The Noisy Eater»                       | Chater Di Blasi Biz Markie John Lennon Paul McCartney                                                                 | «The Noisy Eater», от Jerry Lewis « Come Together » от John Lennon и Paul McCartney | 3:14         |
| 10.                 | «Wildflower»                            | Chater Di Blasi Jean-Michel Bernard                                                                                   | Putney Swope | 1:14         |
| 11.                 | «Harmony»                               | Chater Di Blasi | "Everything That Touches You", автор Terry Kirkman , исполнитель The Association Spoken word from "Alphabetical Slaughter", исполнитель DJ Kay Slay | 3:48         |
| 12.                 | «Live a Lifetime Love»                  | Chater Di Blasi Dionte Rembert Arrias Walls                                                                           | The film American Juggalo | 2:30         |
| 13.                 | «Park Music»                            | Chater Di Blasi | The film American Juggalo | 0:54         |
| 14.                 | «Livin' Underwater (Is Somethin' Wild)» | Chater Di Blasi McCartney Linda McCartney Jay Ferguson                                                                | " Uncle Albert/Admiral Halsey ", исполнитель Paul и Linda McCartney "Water Woman", автор Jay Ferguson , исполнитель Spirit | 1:56         |
| 15.                 | «The Wozard of Iz»                      | Chater Di Blasi Brown Tommy James Mike Vale                                                                           | "Lost in Your Eyes", авторы Tommy James и Mike Vale, исполнитель Tommy James and the Shondells | 2:59         |
| 16.                 | «Over the Turnstiles»                   | Chater James Pepper                                                                                                   | "Witchi Tai To", автор James Gilbert Pepper, исполнитель Everything Is Everything | 0:41         |
| 17.                 | «Sunshine»                              | Chater Di Blasi Sheila Young Bobby Goldsboro                                                                          | "Leave It All Behind Me", авторы Sheila Young , исполнитель The Fuzz "Summer (The First Time)", автор и исполнитель Bobby Goldsboro | 3:37         |
| 18.                 | «Light Up»                              | Chater Di Blasi Randy Newman Clarence Newton Burke Gregory K. Fowler                                                  | "The Debutante's Ball", автор Randy Newman , and performed by Harpers Bizarre "World of Fantasy", авторы Clarence Newton Burke и Gregory K. Fowler, исполнитель The Five Stairsteps | 1:34         |
| 19.                 | «Kaleidoscopic Lovers»                  | Chater Di Blasi Donahue                                                                                               | | 3:55         |
| 20.                 | «Stepkids»                              | Chater Di Blasi Jennifer Herrema Kurt Midness Lou Barlow                                                              | "Raise the Bells", автор Lou Barlow, исполнитель The Folk Implosion | 4:32         |
| 21.                 | «Saturday Night Inside Out»             | Chater Di Blasi Дэвид Берман                                                                                          | | 5:07         |
| Общая длительность: | Общая длительность:                     | Общая длительность:                                                                                                   | Общая длительность: | 59:31        |

| №   | Название                         | Длительность |
| --- | -------------------------------- | ------------ |
| 22. | «Frankie Sinatra» (extended mix) | 4:28         |

## Участники записи
По данным заметок на Wildflower.
The Avalanches
- Robbie Chater — продюсер, автор, микширование, артдиректор
- Tony Di Blasi — автор, дополнительный продюсер
- James Dela Cruz
- The Avalanches — клавишные (треки 3, 5, 9, 11, 12 и 20), melodica (трек 3), аккордеон (треки 3 и 12), ударные (треки 3, 11, 12, 15, 20 и 21), бас (треки 3, 6, 7, 9, 11, 12, 17 и 19-21), гитары (треки 4, 5, 10, 14, 15, 20 и 21), синтезаторы (треки 4, 6, 7 и 17-19), перкуссия (треки 4, 6, 7, 11, 15 и 17-19), вокал (треки 6, 7, 11, 12 и 21), меллотрон (треки 7, 11, 14 и 17-20), синтезатор Moog (треки 10, 15 and 21), мелодеон (треки 12 and 14)

## Чарты
| Чарт (2016)                         | Высшая позиция |
| ----------------------------------- | -------------- |
| Австралия (ARIA)                    | 1              |
| Австрия (Ö3 Austria)                | 42             |
| Бельгия/Фландрия (Ultratop)         | 19             |
| Бельгия/Валлония (Ultratop)         | 82             |
| Нидерланды (Album Top 100)          | 49             |
| Финляндия (Suomen virallinen lista) | 47             |
| Франция (SNEP)                      | 109            |
| Германия (Offizielle Top 100)       | 60             |
| Ирландия (IRMA)                     | 11             |
| Новая Зеландия (RMNZ)               | 12             |
| Шотландия (Scottish Albums Chart)   | 9              |
| Швеция (Sverigetopplistan)          | 46             |
| Швейцария (Schweizer Hitparade)     | 44             |
| Великобритания (UK Albums Chart)    | 10             |
| США (Billboard 200)                 | 27             |

| Чарт (2016)      | Позиция |
| ---------------- | ------- |
| Австралия (ARIA) | 39      |

## Сертификации
| Регион                                                      | Сертификация | Продажи |
| ----------------------------------------------------------- | ------------ | ------- |
| Австралия (ARIA)                                            | Платиновый   | 70 000^ |
| ^ Данные о тиражах приведены только на основе сертификации. |              |         |